# Aisled roundhouse

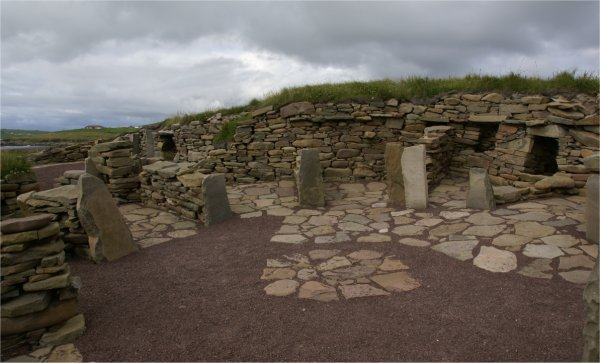
De binnenzijde van een aisled roundhouse te Old Scatness.

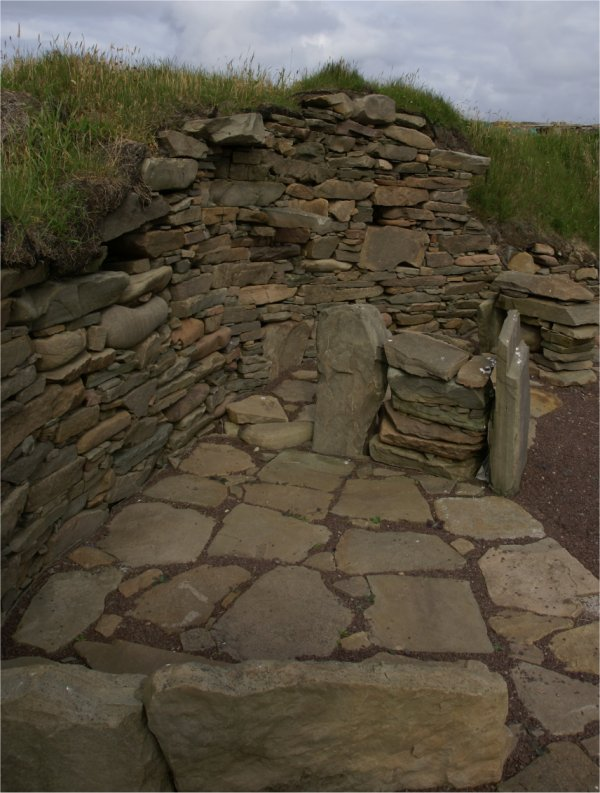
Een van de binnenmuren van een aisled roundhouse te Old Scatness.

Een aisled roundhouse is een rond, stenen gebouw uit de IJzertijd. Deze gebouwen zijn te vinden in het noorden van Schotland. Ze stammen uit het begin van de jaartelling.

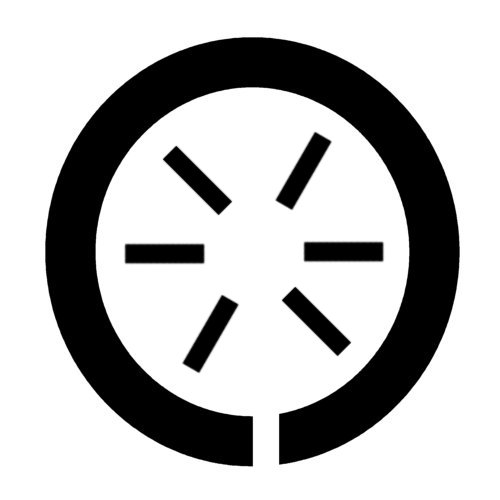
Schematische plattegrond van een aisled roundhouse.

Aisled roundhouses zijn te herkennen doordat ze binnenin kleine muren hebben die haaks op de ronde buitenmuur staan. Deze binnenste muren staan los van de buitenmuur, waardoor er in het gebouw een gang (aisle) ontstaat waar je rond kunt lopen langs de buitenmuur. Dit onderscheid deze gebouwen van wheelhouses, waar de binnenste muren wel aan de buitenmuur vastzitten. De binnenmuren komen ook in het centrum van het gebouw niet bijeen, waardoor er een centrale open ruimte ontstaat. Het voordeel van het gebruik van deze kleine binnenmuren is dat het dak erop kan steunen. Het dak wordt hierdoor steviger en de balken die nodig zijn voor het dak hoeven minder lang te zijn.
Het komt voor dat aisled roundhouses later zijn omgebouwd tot wheelhouses.
Aisled roundhouses vallen binnen de categorie van de Atlantic roundhouses.